# Jean-Baptiste Boësset
Jean-Baptiste Boësset   (París, 1614 - París, 25 de desembre de 1685) va morir a la mateixa ciutat el 25 de desembre de 1685.

## Biografia
Jean-Baptiste Boësset provenia d'una dinastia que va donar dos superintendents a la música del rei, Pierre Guédron, el seu avi matern, i el compositor Antoine Boësset del qual era el fill gran. Va tenir una carrera molt llarga a Court. Va mantenir durant cinquanta anys el càrrec de mestre de música del rei i, durant quaranta-un anys, el de superintendent. També fou escuder (1646), cavaller (1648) i, com el seu pare, conseller i majordom del rei (1651). Va ocupar una posició excepcional en el món musical, militar i aristocràtic.

## Les seves obres més famoses són
- Una versió dAve Regina,
- Diverses melodies de la cort,
- Tres misses, atribuïdes inicialment al seu pare, que generalment [Qui?] Ara es considera la seva obra,
- Cinc motets,
- De salms.
- Una col·laboració amb Jean-Baptiste Lully va donar a llum els ballets de cour entre 1653 i 1666.